# Карагайлы (Каркаралинский район)
Карагайлы́ (каз. Қарағайлы) — посёлок в Каркаралинском районе Карагандинской области Казахстана. Административный центр Карагайлинской поселковой администрации. Код КАТО — 354863100.

## География
Расположен в 250 км к юго-востоку от Караганды.
Конечная станция железной дороги.

## История
Посёлок Карагайлы был образован в 1952 году. В 1954 году получил статус посёлка городского типа. В 1977—1988 годах — центр упразднённого ныне Талдинского района.

## Население
В 1999 году население посёлка составляло 6188 человек (2984 мужчины и 3204 женщины). По данным переписи 2009 года в посёлке проживало 4850 человек (2383 мужчины и 2467 женщин).

## Экономика
Горно-обогатительный комбинат (полиметаллические руды) корпорации «Казахмыс», рудник «Кентобе» ТОО «Оркен» (дочерняя компания АО «АрселорМиттал Темиртау», добыча железной руды). Переработка золотосодержащих руд с рудника «Абыз». Рудник Карагайлинское месторождение свинца и барита.

## Галерея
| - Заброшенные пятиэтажные дома в поселке |